# Limestone (Maine)
Limestone ist eine Town im Aroostook County des Bundesstaats Maine in den Vereinigten Staaten.
Im Jahr 2020 lebten dort 1526 Einwohner in 905 Haushalten auf einer Fläche von 105,6 km².

## Geographie
Nach dem United States Census Bureau hat Limestone eine Gesamtfläche von 105,65 km², von der 104,87 km² Land sind und 0,78 km² aus Gewässern bestehen.

### Geographische Lage
Limestone liegt im Nordosten des Aroostook Countys an der Grenze zu Kanada. Auf dem Gebiet der Town befinden sich mehrere kleinere Seen. Der größte ist der Durepo Pond im Norden der Town. Zentral liegt der Noyes Pond, im Nordwesten der Malabeam Lake. Zwei Bereiche des Aroostook National Wildlife Refuge ragen im Norden und im Osten bis auf das Gebiet der Town. Der Limestone River und der Greenlow Brook durchfließen die Town und südlich von Limestone liegt der 219 Meter hohe Stewart Hill.

### Nachbargemeinden
Alle Entfernungen sind als Luftlinien zwischen den offiziellen Koordinaten der Orte aus der Volkszählung 2010 angegeben.
- Norden: Caswell, 4,7 km
- Osten: Grand Falls, New Brunswick, 15,5 km
- Süden: Fort Fairfield, 5,5 km
- Westen: Caribou, 8,6 km
- Nordwesten: Unorganized Territory von Connor, 15,1 km

### Stadtgliederung
In Limestone gibt es mehrere Siedlungsgebiete: Brown Corner, California Road, Cote Corner, Four Corners, Grass Corner, Limestone, Morris (ehemaliger Standort des Postamtes), Morris Corner und Somers Corner.

### Klima
|                       | Jan | Feb | Mär | Apr | Mai | Jun | Jul | Aug | Sep | Okt | Nov | Dez |   |      |
| Mittl. Tagesmax. (°C) | −6  | −4  | 0   | 7   | 15  | 20  | 23  | 22  | 17  | 10  | 3   | −3  | ⌀ | 8,7  |
| Mittl. Tagesmin. (°C) | −16 | −14 | −8  | −1  | 4   | 10  | 12  | 11  | 7   | 2   | −3  | −12 | ⌀ | −0,6 |
|                       |     |     |     |     |     |     |     |     |     |     |     |     |   |      |
| Niederschlag (mm)     | 70  | 80  | 60  | 70  | 60  | 90  | 90  | 110 | 80  | 70  | 90  | 80  | Σ | 950  |
|                       |     |     |     |     |     |     |     |     |     |     |     |     |   |      |
| Luftfeuchtigkeit (%)  | 75  | 76  | 74  | 72  | 67  | 72  | 73  | 75  | 77  | 78  | 81  | 78  | ⌀ | 74,8 |

| −16 |

| −14 |

| −8 |

| −1 |

| 4 |

| 10 |

| 12 |

| 11 |

| 7 |

| 2 |

| −3 |

| −12 |

| −16 |

| −14 |

| −8 |

| −1 |

| 4 |

| 10 |

| 12 |

| 11 |

| 7 |

| 2 |

| −3 |

| −12 |

Die mittlere Durchschnittstemperatur in Limestone liegt zwischen −11 °C im Januar und 17 °C im Juli. Damit ist der Ort gegenüber dem langjährigen Mittel im Winter um etwa 2 Grad kühler als das Mittel des Bundesstaates Maine, während sein Klima im Sommer dem Mitte des Bundesstaates Maine entspricht. Die tägliche Sonnenscheindauer liegt am unteren Rand des Wertespektrums der USA. In der Wintersaison zwischen Oktober und April fallen im Durchschnitt 283 cm Schnee, wobei die Spitzenwerte bei 57 cm im Januar und 75 cm im Februar liegen.

## Geschichte
Die Town wurde am 26. Februar 1869 gegründet. Durch die Lage an den Flüssen besaß Limestone mehrere Sägemühlen, wo Langholz und Schindeln produziert wurden. Zudem eine Stärkefabrik. Der Boden ist als Ackerboden gut geeignet, es werden Kartoffeln, Weizen und Hafer angebaut. Die wichtigste Feldfrucht ist die Kartoffel.
Die Stadt ist bekannt für das Loring Commerce Center (früher Loring Air Force Base). Das Loring Job Corps Center befindet sich ebenfalls auf dem Gelände der Air Force Base. Die Band Phish gab hier einige Konzerte, die von zehntausenden von Fans verfolgt wurden.

### Einwohnerentwicklung
| Volkszählungsergebnisse – Town of Limestone, Maine | Volkszählungsergebnisse – Town of Limestone, Maine | Volkszählungsergebnisse – Town of Limestone, Maine | Volkszählungsergebnisse – Town of Limestone, Maine | Volkszählungsergebnisse – Town of Limestone, Maine | Volkszählungsergebnisse – Town of Limestone, Maine | Volkszählungsergebnisse – Town of Limestone, Maine | Volkszählungsergebnisse – Town of Limestone, Maine | Volkszählungsergebnisse – Town of Limestone, Maine | Volkszählungsergebnisse – Town of Limestone, Maine | Volkszählungsergebnisse – Town of Limestone, Maine |
| Jahr                                               | 1800                                               | 1810                                               | 1820                                               | 1830                                               | 1840                                               | 1850                                               | 1860                                               | 1870                                               | 1880                                               | 1890                                               |
| -------------------------------------------------- | -------------------------------------------------- | -------------------------------------------------- | -------------------------------------------------- | -------------------------------------------------- | -------------------------------------------------- | -------------------------------------------------- | -------------------------------------------------- | -------------------------------------------------- | -------------------------------------------------- | -------------------------------------------------- |
| Einwohner                                          |                                                    |                                                    |                                                    |                                                    |                                                    |                                                    | 161                                                | 263                                                | 655                                                | 933                                                |
| Jahr                                               | 1900                                               | 1910                                               | 1920                                               | 1930                                               | 1940                                               | 1950                                               | 1960                                               | 1970                                               | 1980                                               | 1990                                               |
| Einwohner                                          | 1131                                               | 1293                                               | 1506                                               | 1953                                               | 1855                                               | 2427                                               | 13102                                              | 8745                                               | 8719                                               | 9922                                               |
| Jahr                                               | 2000                                               | 2010                                               | 2020                                               | 2030                                               | 2040                                               | 2050                                               | 2060                                               | 2070                                               | 2080                                               | 2090                                               |
| Einwohner                                          | 2361                                               | 2314                                               | 1526                                               |                                                    |                                                    |                                                    |                                                    |                                                    |                                                    |                                                    |

## Kultur und Sehenswürdigkeiten

### Bauwerke
Zwei Gebäude in Limestone wurden in das National Register of Historic Places aufgenommen. Im Jahr 1991 die Church of the Advent und im Jahr 2014 die Limestone - Gillespie Portage Border Crossing.

## Wirtschaft und Infrastruktur

### Verkehr
Durch Limestone führt in nordsüdlicher Richtung der U.S. Highway 1A. In westöstlicher Richtung verlaufen die Maine State Route 223 und Maine State Route 89 durch die Town. Sie münden auf dem Highway 1A. In Verlängerung der State Route 89 führt die Maine State Route 229 zur kanadischen Grenze.

### Öffentliche Einrichtungen
In Limestone befindet sich die Robert A. Frost Memorial Library.
Es gibt kein Krankenhaus oder Medizinische Einrichtung in Limestone. Das nächstgelegene Krankenhaus für Island Falls und die Region befindet sich in Caribou.

### Bildung

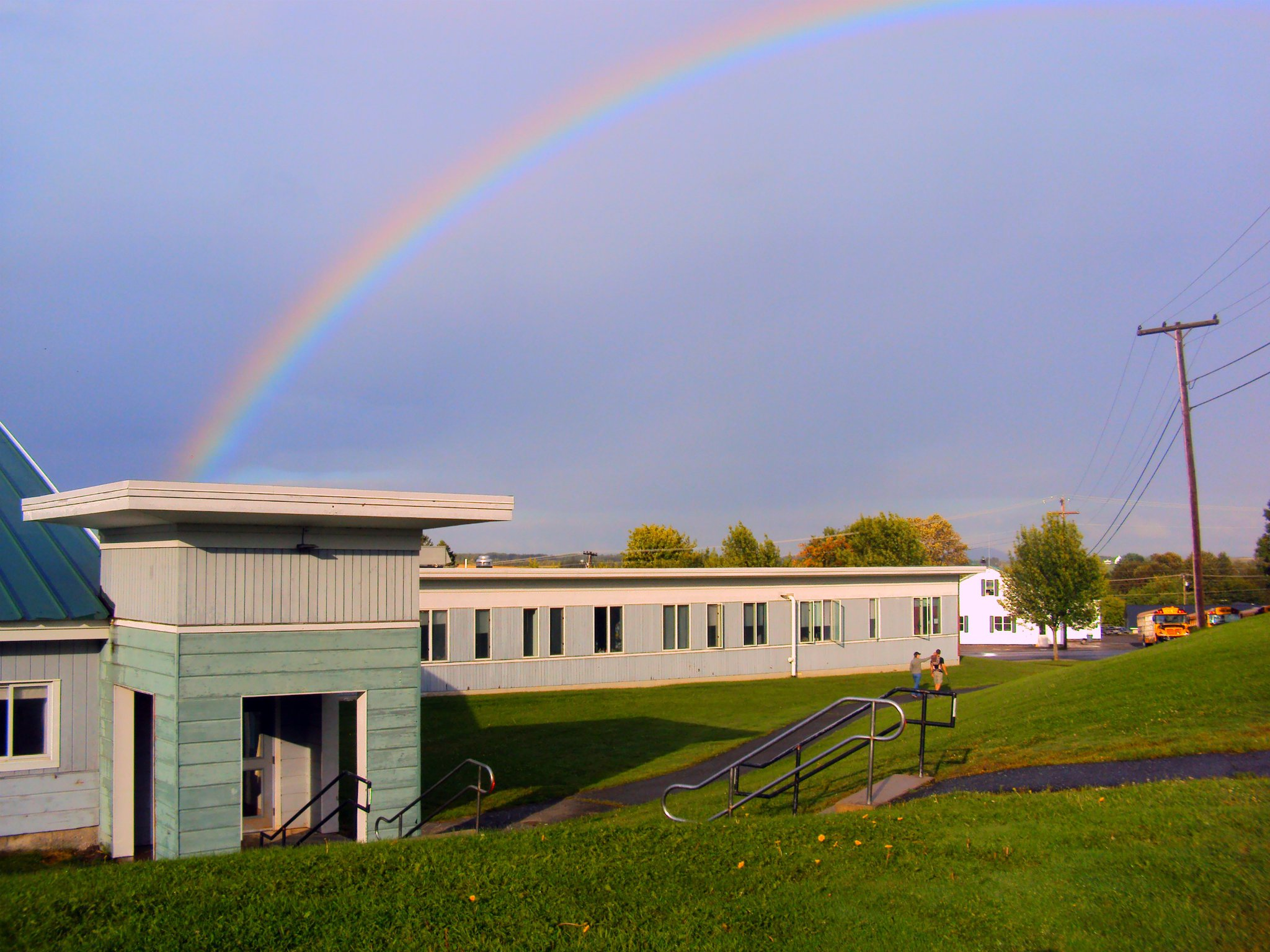
Maine School of Science und Mathematik

Limestone gehört mit Caribou und Stockholm zum Eastern Aroostook RSU 39. Den Schulkindern im Schulbezirk stehen folgende Schulen zur Verfügung.
- Limestone Community School
- Teague Park Elementary School
- Caribou Middle School
- Caribou High School

Zudem befindet sich in Limestone die Maine School of Science und Mathematik, eine Highschool mit Internat, spezialisiert auf Mathematik und Naturwissenschaften, die im U.S. News & World Report auf Platz 19 der besten Highschools der Vereinigten Staaten geführt wird.

## Persönlichkeiten

### Söhne und Töchter der Stadt
- Norman Buckley  (* 1955), Fernsehregisseur und Filmeditor
- Conrad K. Cyr (* 1931), Richter